# Tetrastigma lineare
Tetrastigma lineare là một loài thực vật hai lá mầm trong họ Nho. Loài này được W.T. Wang ex C.L. Li miêu tả khoa học đầu tiên năm 1995.